# Падули
Падули (итал. Paduli) је насеље у Италији у округу Беневенто, региону Кампанија.
Према процени из 2011. у насељу је живело 1870 становника. Насеље се налази на надморској висини од 365 м.

## Становништво
Према резултатима пописа становништва 2011. у општини је живело 4.085 становника.
| 1931. | 1936. | 1951. | 1961. | 1971. | 1981. | 1991. | 2001. | 2011. |
| ----- | ----- | ----- | ----- | ----- | ----- | ----- | ----- | ----- |
| 4.594 | 5.094 | 5.613 | 5.135 | 4.427 | 4.607 | 4.866 | 4.262 | 4.085 |